# گروجتس (گمینا اوژمک)
گروجتس (به لهستانی:  Grodziec) یک روستا در لهستان است که در گمینا اوژمک واقع شده‌است. گروجتس ۱٬۳۴۹ نفر جمعیت دارد.